# Freiherr-vom-Stein-Schule (Frankfurt am Main)
Die Freiherr-vom-Stein-Schule (FvSS) ist ein Gymnasium in Frankfurt am Main im Stadtteil Sachsenhausen.
Die FvSS ist seit Dezember 2018 als „MINT-freundliche Schule“ ausgezeichnet worden. Sie liefert unter anderem herausragenden Unterricht in den MINT-Fächern. Dies wird auch durch die „I am MINT AG“ der Schule forciert. Sie stellt eine Verbindung zu zahlreichen Berufen, unterschiedlichen Betrieben und dem Schulalltag her.

## Geschichte
Die heutige Freiherr-vom-Stein-Schule wurde am 19. April 1909 unter dem Namen als Reformgymnasium „Königliches Sachsenhäuser Gymnasium in Entstehung“ nach dem Frankfurter Muster gegründet. Da zu diesem Zeitpunkt das Schulhaus in der Hedderichstraße noch nicht fertiggestellt war, wurde der Unterricht in benachbarten Schulen und anderen städtischen Einrichtungen abgehalten. Am 16. Oktober 1911 konnte mit der Einweihung des neuen Schulgebäudes durch den Oberpräsidenten Hengstenberg dieses Provisorium beendet werden.
Im Jahr 1917 wurde die Schule in „Kaiser Wilhelms-Gymnasium“ umbenannt.
Nach dem Ende des Zweiten Weltkrieges wurde im Jahre 1945 das Kaiser Wilhelms-Gymnasium nach Heinrich Friedrich Karl vom Stein in Freiherr-vom-Stein-Schule umbenannt.
Steigende Schülerzahlen in den 1960er- und 1970er-Jahren machten größere Umbauten am Originalgebäude von 1911 notwendig. Hierbei wurde ein Teil des Schulhauses abgerissen und durch einen neuen Gebäudekomplex ergänzt.
Das Originalgebäude von 1911 ist heute nicht mehr erhalten. Durch steigende Schülerzahlen im Jahre 1960 und 1975 kam es zu Um- und Neubauten am Originalgebäude. Seit Sommer 2007 wurde auf gleichem Gelände ein neues Schulgebäude errichtet, welches im Frühling 2009 fertiggestellt und zum Schuljahr 2009/10 wieder von der Schulgemeinde bezogen wurde.

## Zweisprachiger Zweig
Die Freiherr-vom-Stein-Schule verfügt seit dem Schuljahr 2001/2002 über einen zweisprachigen Zweig im Bereich Deutsch-Italienisch. Hauptanliegen sind die Förderung von Mehrsprachigkeit und interkulturelles Lernen. Es wird nicht nur mehr Fremdsprachenunterricht erteilt bzw. die Fremdsprache zur Unterrichtssprache in nur einem Fach gemacht. Italienisch ist zweite Unterrichtssprache in einer Klasse ab Klassenstufe 5.
In den beiden Unterrichtsfächern Mathematik und Sprache & Literatur unterrichten zwei Lehrer zusammen, eine italienische und eine deutsche Lehrkraft, wobei jeweils nur die eigene Sprache gebraucht wird. Die Schüler wiederum unterstützen sich gegenseitig, da sie zweisprachig reagieren müssen. Weiterhin wird auch Fachunterricht auf Italienisch angeboten.
Als erste Schule des Bundeslandes Hessens ist es an der Freiherr-vom-Stein-Schule ab 2010 möglich, das italienische Abitur abzulegen.
Durch das Angebot haben die Schüler der bilingualen Klasse zwei Wochenstunden mehr.
Ab Klasse 5 wird als die erste Fremdsprache Englisch als eigenständiges Hauptfach und ab Klasse 6 die Wahlmöglichkeit zwischen Latein, Italienisch und Französisch als zweite Fremdsprache angeboten.

## Neubaumaßnahmen

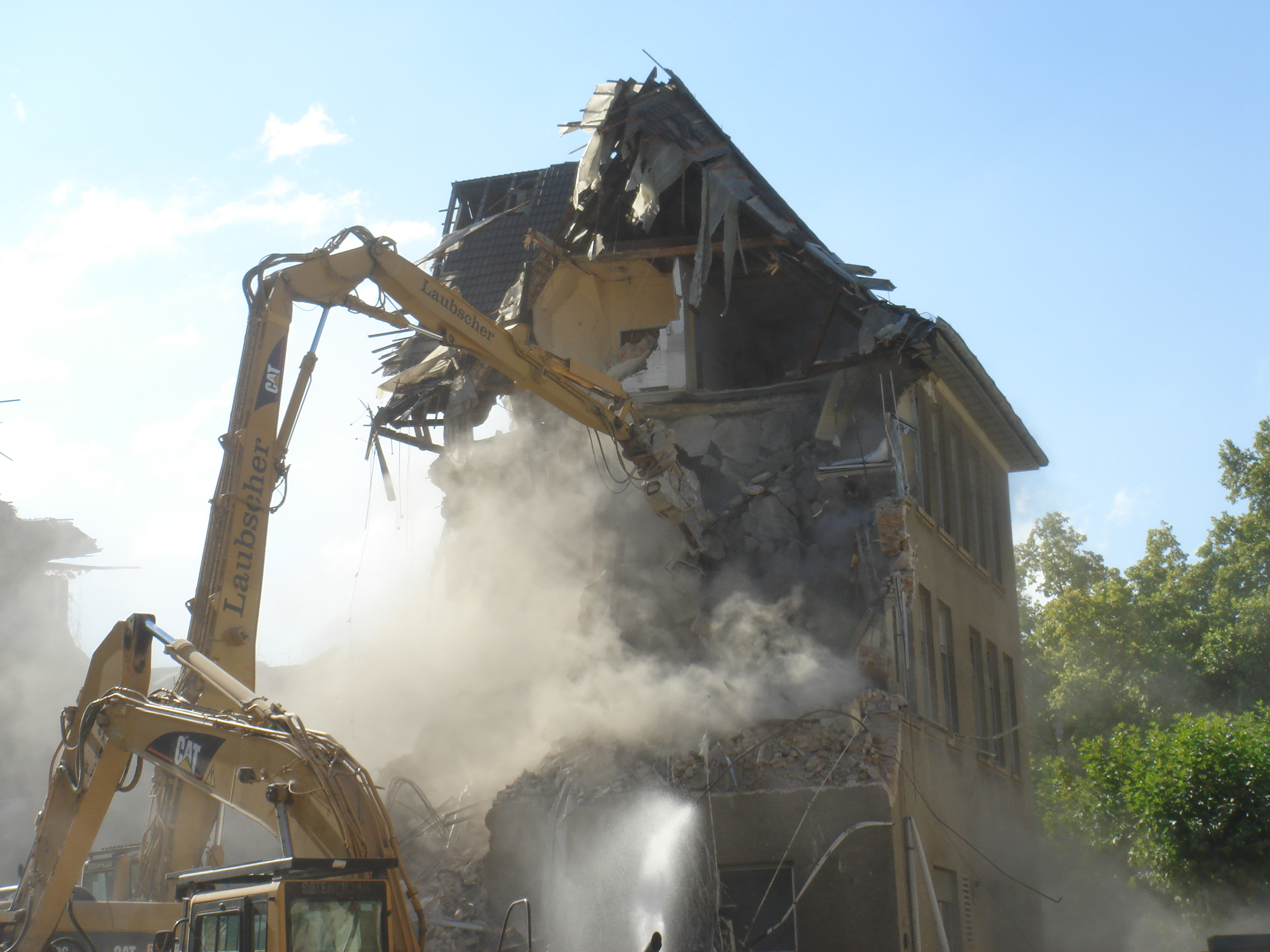
Abriss des Altbaus (2007)

Die Freiherr-vom-Stein-Schule wurde von 2007 bis 2009 mit Hilfe des zweiten großen PPP-Projektes in Frankfurt modernisiert. Die baufällige und beengte Schule wurde komplett abgerissen und durch einen Neubau ersetzt. Die Umbaukosten trug dabei das Bauunternehmen Hochtief, welches das neue Gebäude zukünftig an die Stadt Frankfurt vermietet. Dies stößt auf große Kritik.
Die gesamte Schulgemeinde war während der Abrissarbeiten und dem Aufbau des neuen Schulgebäudes bis Mitte 2009 ausgelagert.
Ein provisorischer Schulkomplex aus Containern wurde in der Nähe des Mühlbergs errichtet, in dem bis auf den Sportunterricht der komplette Schulbetrieb für zwei Schuljahre stattfand. Der Sportunterricht wurde auf umliegende Sporthallen in Frankfurt am Main verteilt.
Mit dem Beginn des Schuljahres 2009/2010 wurde der Schulbetrieb im neu erbauten Schulgebäude aufgenommen. Eine Woche darauf, am 31. August, folgte die offizielle Übergabe des neuen Gebäudes durch Hochtief an die Stadt Frankfurt.

## Unterricht
Die Schule hat einen MINT-Schwerpunkt. Hier findet u. a. fachverbindender Unterricht von Informatik, Mathematik und Naturwissenschaften statt. Die Schule bietet zahlreiche Leistungskurse im MINT-Bereich und Informatik als Prüfungsfach im Abitur an.
Zahlreiche Arbeitsgemeinschaften runden das Nachmittagsangebot ab und fördern und fordern die Schüler individuell.
Die FvSS ist auch ein anerkanntes Prüfungszentrum für den Internationalen Computer-Führerschein ICDL.
Seit Januar 2023 verfügt die Schule über eine ganz neue IT-Ausstattung, die nach dem Konzept des Informatiklehrers, der zugleich auch IT-Beauftragter ist, installiert wurde. In allen Räumen steht somit WLAN und modernste Technik für den Unterricht zur Verfügung. Maßstäbe setzt die FVSS bei ihrem E-Learning-Angebot, mit dem Schülerinnen und Schüler auch nach dem eigentlichen Unterricht unterstützt werden und eigenverantwortliches Lernen geübt wird.
Auch bei Wettbewerben ist die Freiherr-vom-Stein-Schule aktiv und überzeugt im Bereich Künstliche Intelligenz bundesweit. Im Jahre 2022 gewann das Team buffalo den Bundeswettbewerb Künstliche Intelligenz mit seinem Projekt „Aussprachetrainer“.

## Persönlichkeiten

### Schüler
- Theodor W. Adorno (* 11. September 1903 in Frankfurt am Main; † 6. August 1969 in Visp, Schweiz) war ein deutscher Philosoph, Soziologe, Musiktheoretiker und Komponist, Abitur 1921.
- Constanze Angermann (* 31. März 1964 in Frankfurt am Main) ist eine deutsche Journalistin und Fernsehmoderatorin, Abitur 1983.
- Evelyn Brockhoff (* 1955 in Frankfurt am Main als Evelyn Hils), 2004–2021 Direktorin des Instituts für Stadtgeschichte der Stadt Frankfurt.[9]
- Harald Dörig (* 8. Januar 1953), Bundesrichter am Bundesverwaltungsgericht in Leipzig und Honorarprofessor für Rechtswissenschaften an der Friedrich-Schiller-Universität Jena, Abitur 1971.
- Wilhelm Fay (* 1. Juli 1911 in Sossenheim; † 7. Februar 1980 in Frankfurt am Main), Politiker, Abitur 1930
- Wolfgang Gentner (* 23. Juli 1906 in Frankfurt am Main; † 4. September 1980 in Heidelberg) war ein bekannter deutscher Kernphysiker, Biophysiker, Archäometriker und Kosmochemiker[10], Abitur 1925.
- Eberhard Gienger (* 21. Juli 1951 in Künzelsau) ist ein deutscher Politiker (CDU) und ehemaliger Geräteturner, Abitur 1970.
- Michael Groß (* 17. Juni 1964 in Frankfurt am Main) ist der bisher erfolgreichste deutsche Schwimmsportler und Olympiasieger, Abitur 1984.
- Karl Holzamer (* 13. Oktober 1906 in Frankfurt am Main; † 22. April 2007 in Mainz) war ein deutscher Philosoph, Pädagoge und Intendant des ZDF, Abitur 1926.
- Luten Leinhos (* 7. Juni 1964 in Frankfurt am Main) ist ein deutscher Journalist, Abitur 1982.
- Karl Nahrgang (* 9. April 1899 in Frankfurt am Main; † 23. März 1967 in Eppstein) war ein deutscher Heimatforscher in Südhessen aktiv.
- Börries von Notz (* 1. Mai 1973 in Mölln) ist ein deutscher Jurist.
- Konstantin von Notz (* 21. Januar 1971 in Mölln) ist ein deutscher Jurist, Politiker (Bündnis 90/Die Grünen) und gewähltes Mitglied des Deutschen Bundestags, Abitur 1991.
- Christian Oliver (* 3. März 1972 in Celle; † 4. Januar 2024 bei Paget Farm auf Bequia, St. Vincent und die Grenadinen) war ein deutscher Schauspieler.
- Ilona Ziok (* vor 1968 in Gliwice, Polen) ist eine deutsche Dokumentarfilmerin.

### Lehrer
- Frank Martin Ausbüttel (* 7. Juli 1955 in Braunschweig) ist ein deutscher Historiker und CDU-Politiker. Von Dezember 2008 bis Juli 2021[11] war Frank Ausbüttel als Latein- und Geschichtslehrer sowie als Schulleiter an der Freiherr-vom-Stein-Schule tätig.
- F. W. Bernstein (* 4. März 1938 in Göppingen; † 20. Dezember 2018) arbeitete unter seinem bürgerlichen Namen Fritz Weigle als Referendar für Deutsch und Kunsterziehung von 1966 bis 1967 an der Freiherr-vom-Stein-Schule und schrieb über die Zeit seines Referendariats ein Buch (Lehrprobe – Report aus dem Klassenzimmer, Frankfurt 1969).
- Heiko Reinemer (* 14. Juni 1945 in Wiesbaden-Bierstadt) ist ein ehemaliger deutscher Meister im Kunstturnen und Olympiateilnehmer 1968 in Mexiko. Von 1970 bis 2006 unterrichtete er an der Schule.
- Walter Schmidt (* 7. August 1948 in Lahr/Schwarzwald) ist ein ehemaliger deutscher Leichtathlet und Olympiateilnehmer, der – für die Bundesrepublik startend – in den 1970er Jahren ein erfolgreicher Hammerwerfer war. Er stellte 1971 und 1975 Weltrekorde auf. Er war von 1979[12] bis Januar 2012 als Sport- und Erdkundelehrer an der Schule tätig.